# Nicole Holofcener
Nicole Holofcener (Nueva York, 22 de marzo de 1960) es una directora de cine y televisión estadounidense. Ha dirigido cinco películas, incluyendo a Amigos con dinero y Enough Said, al igual que varias series de televisión. Holofcener fue estudiante del reconocido director Martin Scorsese.

## Carrera
Holofcener hizo su debut en la escritura y dirección de largometrajes con Walking and Talking, protagonizada por Catherine Keener, Anne Heche, Todd Field, Liev Schreiber y Kevin Corrigan. La película fue aclamada por la crítica. Su comprensión de las mujeres profesionales modernas la convirtió en la opción ideal para dirigir programas de televisión centrados en la mujer como Sex and the City, Leap of Faith y Gilmore Girls.
En 2001 estrenó su segunda película, Lovely and Amazing. Con las actuaciones de Catherine Keener, Brenda Blethyn, Emily Mortimer y Raven Goodwin, la película no solo fue aclamada por la crítica sino que también tuvo éxito en taquilla. Después de dirigir dos episodios de la serie Six Feet Under, Holofcener comenzó a trabajar en su tercera película, Amigos con dinero, que contó con la participación de Jennifer Aniston, Joan Cusack, Frances McDormand y Catherine Keener. La película abrió el Festival de Cine de Sundance en 2006 y su guion fue nominado para el Independent Spirit Award en 2006, mientras que Frances McDormand ganó el premio a la mejor actriz de reparto. La película recibió un lanzamiento limitado el 7 de abril de 2006.
El cuarto largometraje de Holofcener, Please Give, se estrenó en el Festival de Cine de Sundance y se proyectó en el Festival Internacional de Cine de Berlín y en el Festival de Cine de Tribeca. Su siguiente cinta fue Enough Said, protagonizada por Julia Louis-Dreyfus, James Gandolfini y nuevamente Catherine Keener. La película se estrenó en el Festival Internacional de Cine de Toronto 2013. La comedia romántica sigue el personaje Eva, una mujer recientemente divorciada. Eva se enamora inesperadamente y descubre que su nuevo interés amoroso es el exmarido de su amiga. Hasta la fecha, Enough Said es la película más exitosa económicamente de Holofcener. La película fue lanzada oficialmente el 20 de septiembre de 2013, pocos meses después de la muerte de Gandolfini.

## Filmografía

### Directora
- 2023: You Hurt My Feelings
- 2018: The Land of Steady Habits
- 2013: Enough Said
- 2010: Please Give
- 2006: Friends with Money
- 2001: Lovely and Amazing
- 1996: Walking and Talking
- 1991: Angry (corto)

## Premios y nominaciones
Premios Óscar
| Año  | Categoría            | Película                                                 | Resultado |
| ---- | -------------------- | -------------------------------------------------------- | --------- |
| 2019 | Mejor guion adaptado | Can You Ever Forgive Me? (¿Podrás perdonarme algún día?) | Nominada  |